# Miniatur (Spirituosen)

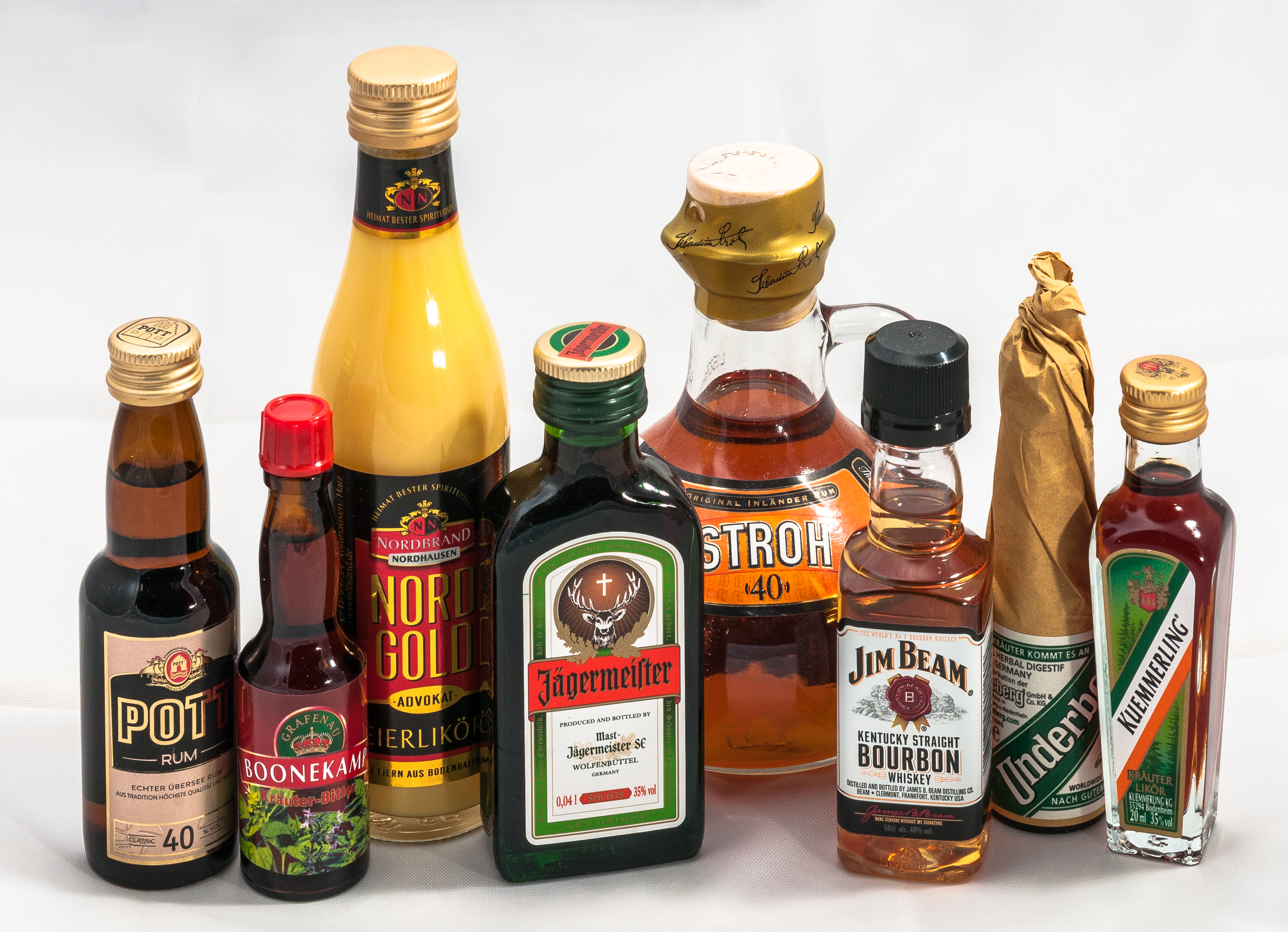
Spirituosen-Miniaturen

Miniatur, auch Miniaturflasche oder Portionsflasche, bezeichnet im Spirituosenhandel eine kleine Flasche mit zwei bis fünf Zentiliter (20 bis 50 Milliliter) Obstbrand, Getreidebrand, Likör oder einem anderen hochprozentigen alkoholischen Getränk.

## Entstehungsgeschichte und Ausführungen

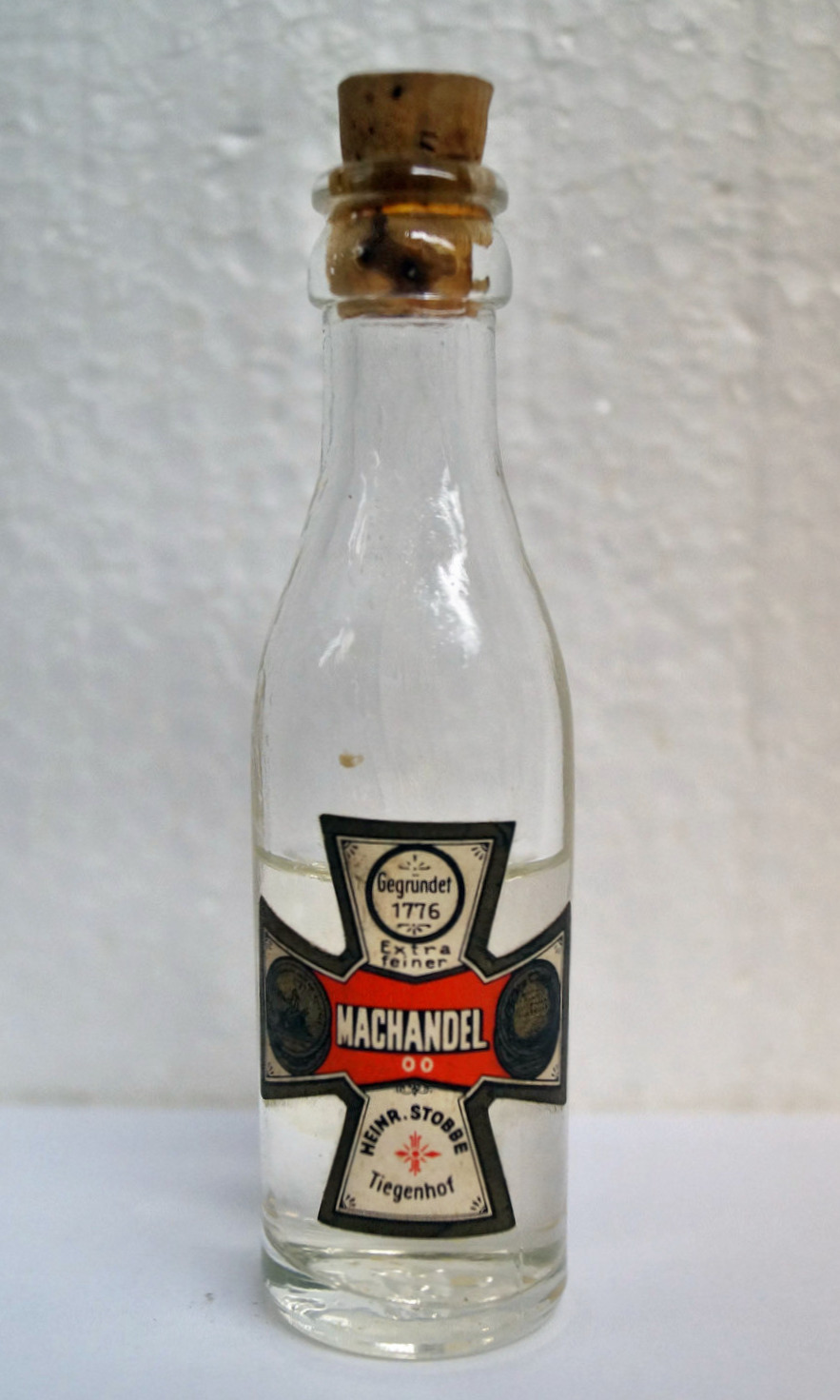
Machandel-Miniatur mit Korkstopfen (ca. 1940er Jahre)

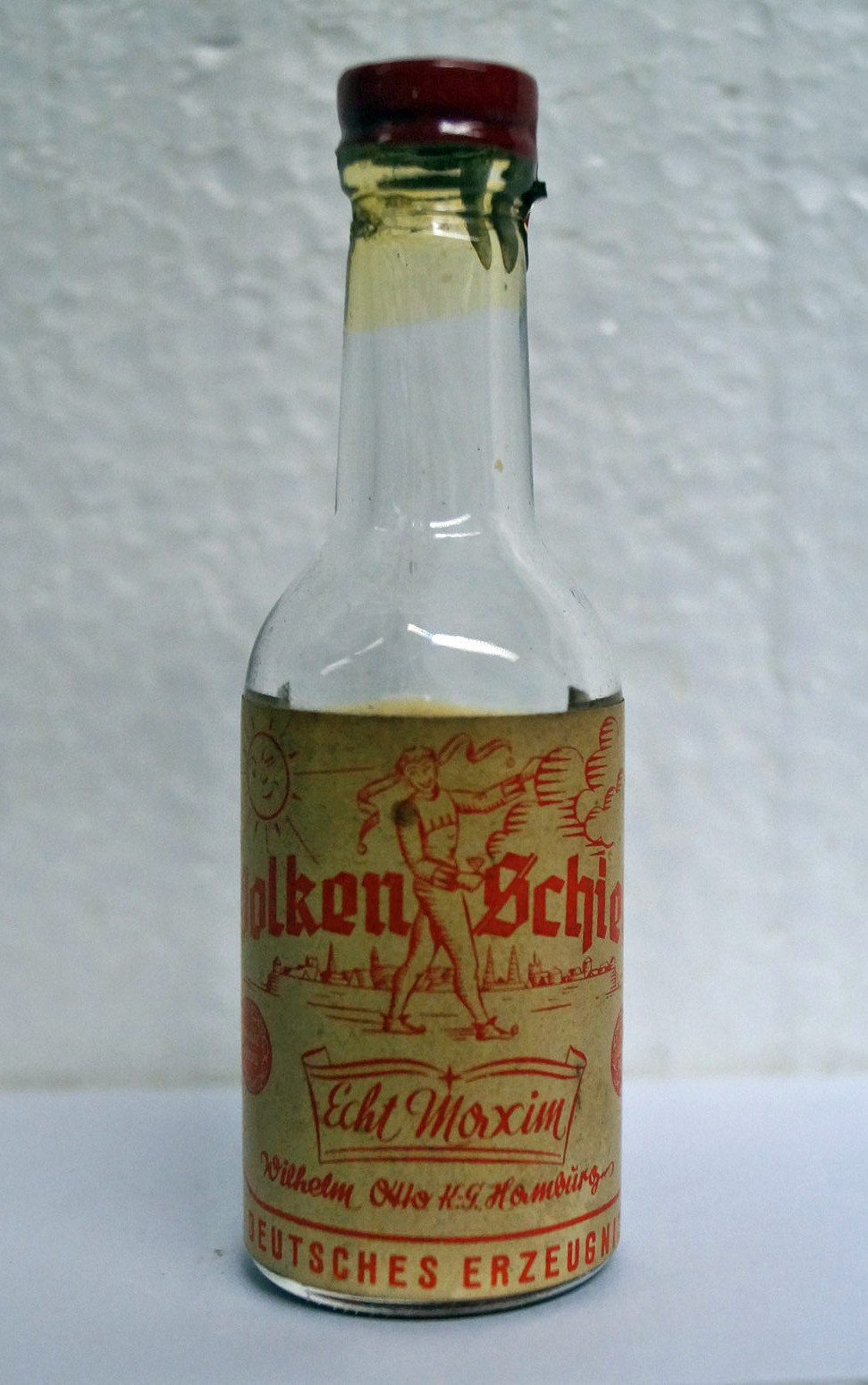
Wolkenschieber, Miniatur aus Hamburg (ca. 1950er Jahre)

Die genaue Entstehung der ersten Spirituosen-Miniaturen ist schwierig nachzuvollziehen. Als Voraussetzung der automatischen Herstellung großer Mengen von identischen Miniaturen bedurfte es des maschinellen Hohlglas-Blasverfahren, das ab 1903 verfügbar war.
Es gibt Hinweise, dass Miniaturen der heutigen Form in den 1930er Jahren in den USA entstanden, da sie als „Warenproben“ nicht der Alkoholsteuer unterlagen. Umgangssprachlich werden sie im amerikanischen Englisch auch shots oder nips genannt.
Weit vor dem Zweiten Weltkrieg hergestellte Miniaturen hatten Korkstopfen. Vor und nach dem Krieg wurden die Fläschchen mit massiven Metallschraubkappen verschlossen. In den 1950er bis über die 1980er Jahre hinaus wurden Schraubverschlüsse aus Kunststoff verwendet. Im 21. Jahrhundert sind meistens Schraubverschlüsse aus Leichtmetall üblich, in einigen Ländern werden auch Abreißkapseln (pull-off bottle cap, RingCap) verwendet.
Die Entstehung der 2-cl-„Portionsflasche“ von Underberg ab September 1949 ist besonders gut dokumentiert und zeigt, wie das Design einer Miniatur bei der Markteinführung nach dem Krieg eine besondere Rolle spielte. Diese Portionsflaschen haben einen Schraubverschluss aus Kunststoff.

## Volumen und Packungsgrößen
Das Volumen von zwei bis fünf Zentiliter (20 bis 50 ml) entspricht etwa dem Volumen eines gängigen Schnapsglases (ca. zwei cl) oder einem Doppelten (ca. vier cl), weshalb auch der Begriff „Portionsflasche“ verwendet wird.
Miniaturen werden einzeln verkauft. Je nach Spirituosenmarke werden auch Packungen mit 2, 3, 4, 5, 6, 8, 9, 10, 12, 20, 24, 25, 30 oder 60 Fläschchen angeboten. Zusätzlich bieten einige Hersteller Gebinde an, d. h. eine Zusammenstellung von mehreren verschiedenen Miniaturen mit unterschiedlichem Inhalt.

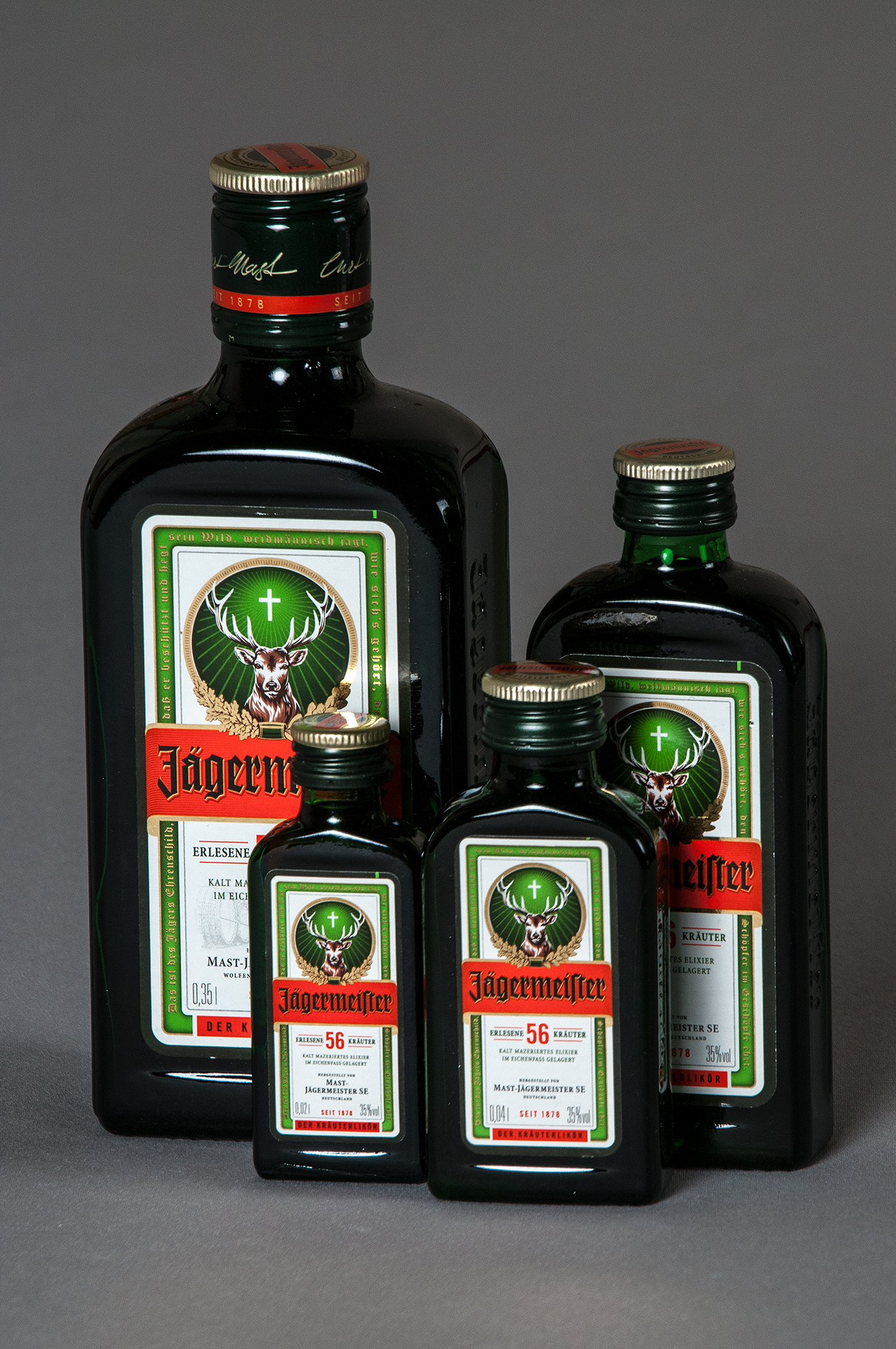
Hinten: 35 cl und 10 cl; vorne die 2-cl- und 4-cl-Miniaturen
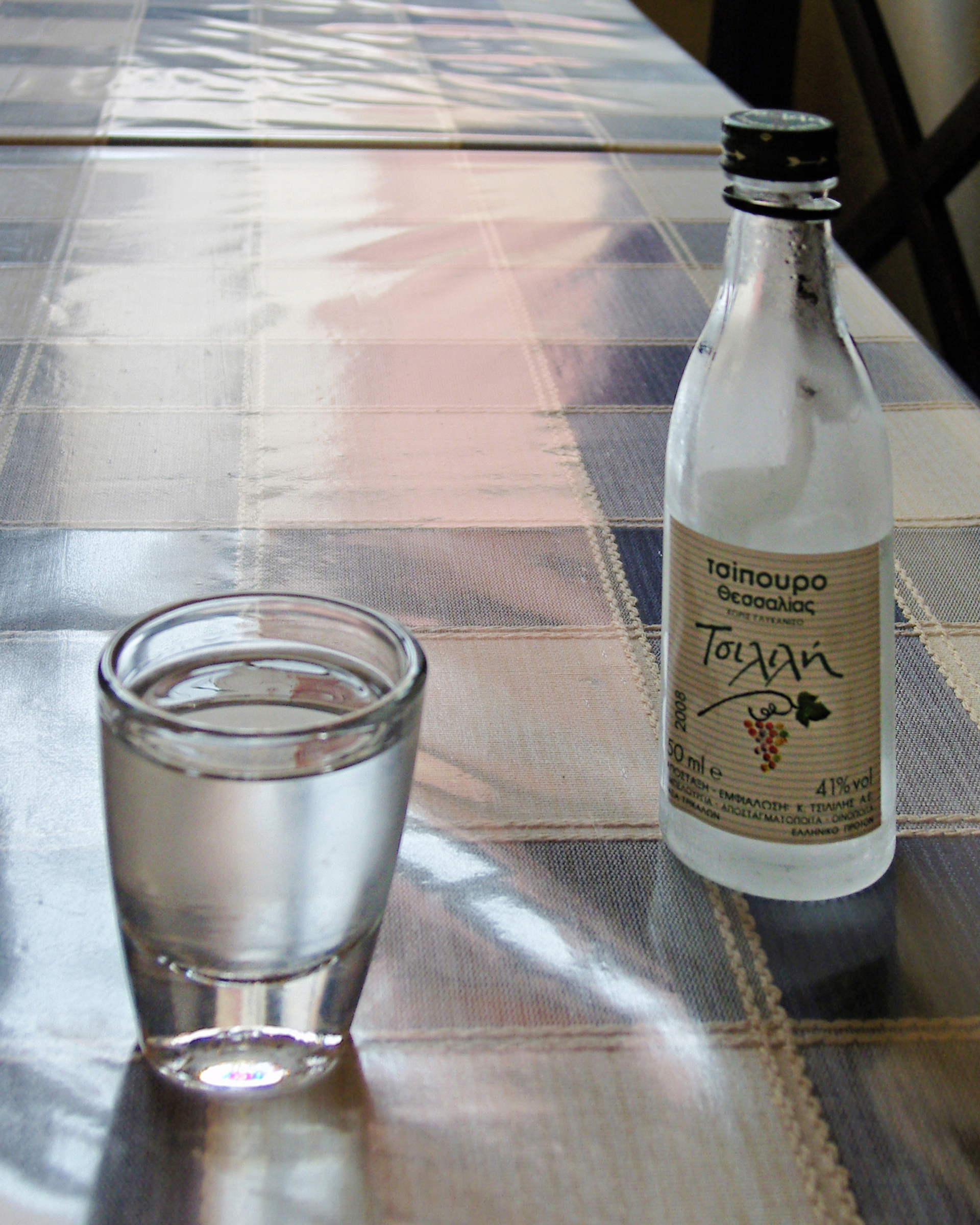
Eine 2-cl-Miniatur entspricht dem Volumen eines Schnapsglases.
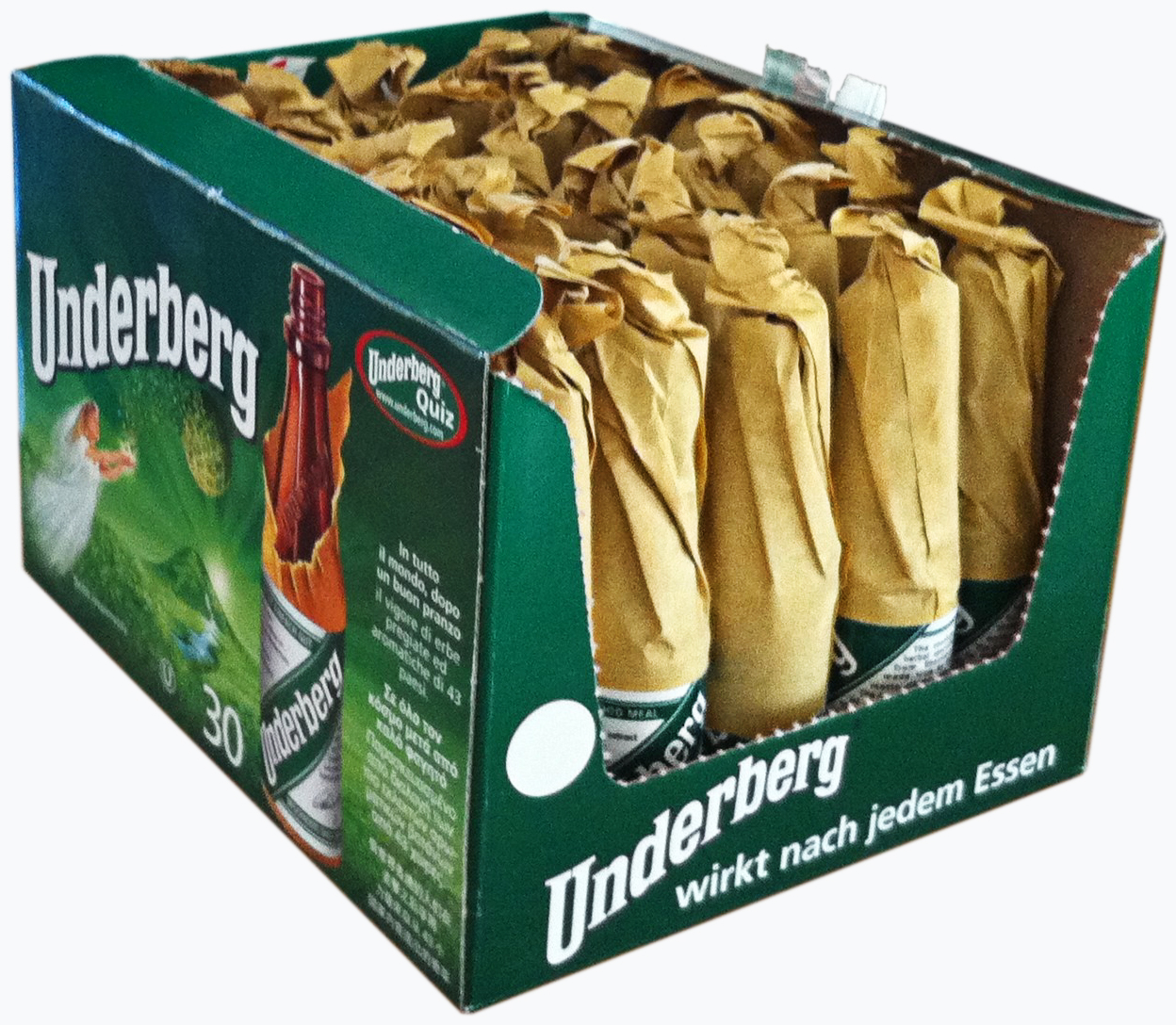
Miniaturen-Packung
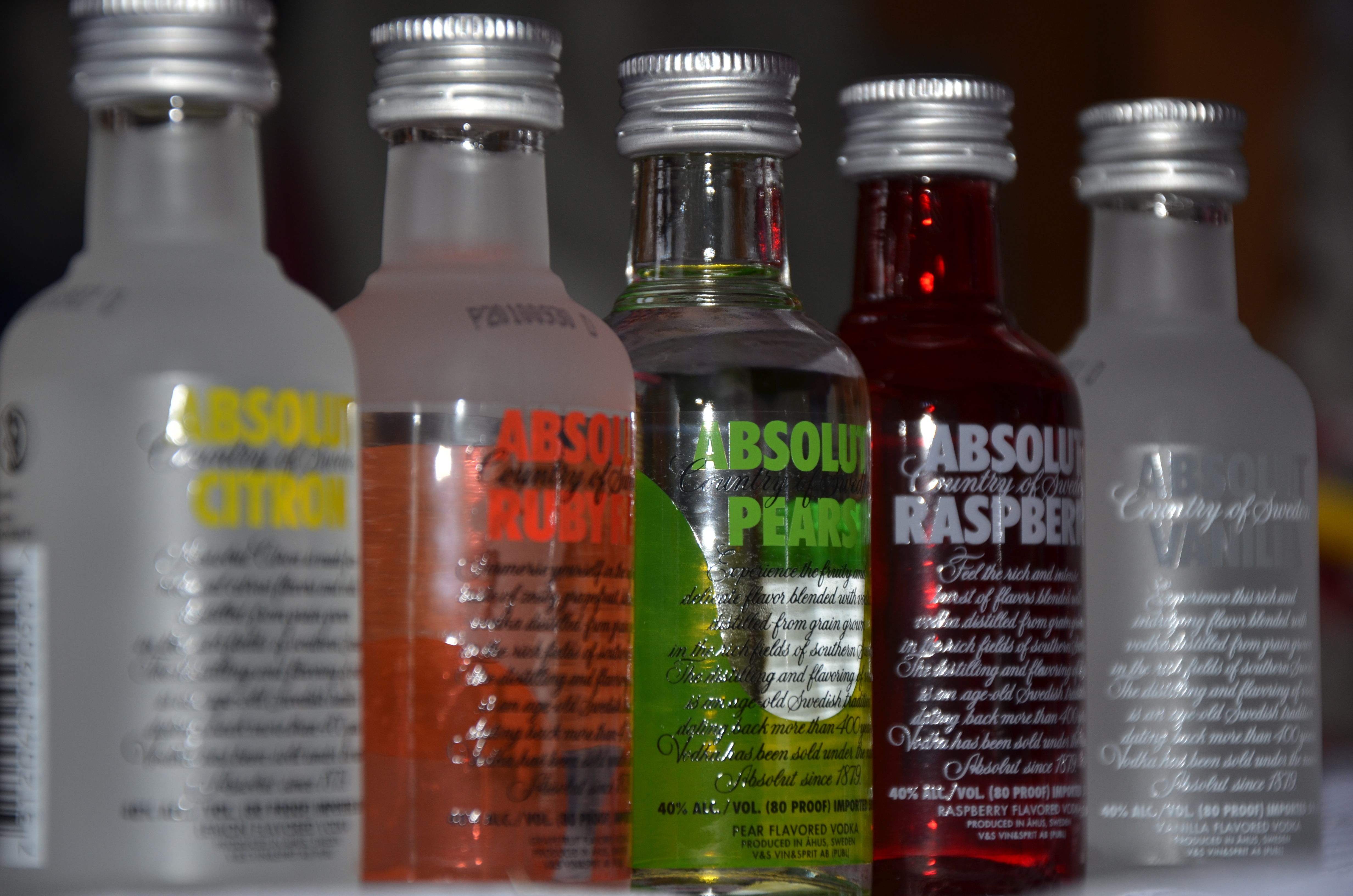
Gebinde verschiedener Miniaturen

## Markt
Miniaturen werden verwendet in Minibars von Hotels (im Englischen auch mini-bar bottles), in der Zug- und Flugzeug-Gastronomie (deshalb auch airline bottles) und an anderen Orten oder unter Umständen, wo die Verwendung von Liter- oder Halbliter-Flaschen unökonomisch oder unpraktisch ist. Die ursprüngliche Idee mit Warenproben hat sich weiterhin gehalten, so dass vor allem einige Drogeriemärkte Miniaturen verkaufen.

## Sammlung

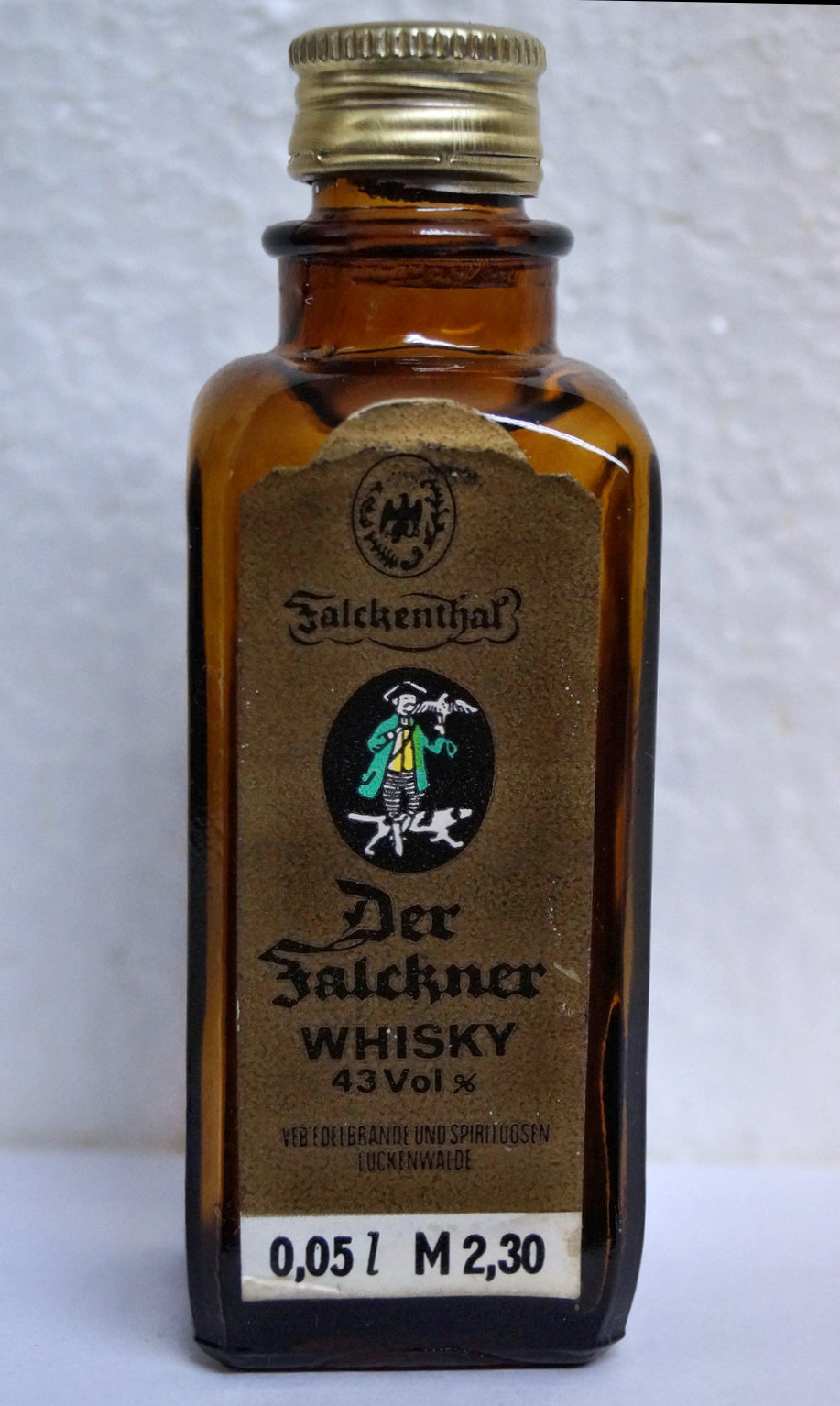
Falckner Whisky – einziger Whisky aus der DDR (VEB Edelbrände und Spirituosen Luckenwalde, Ende der 1960er Jahre)

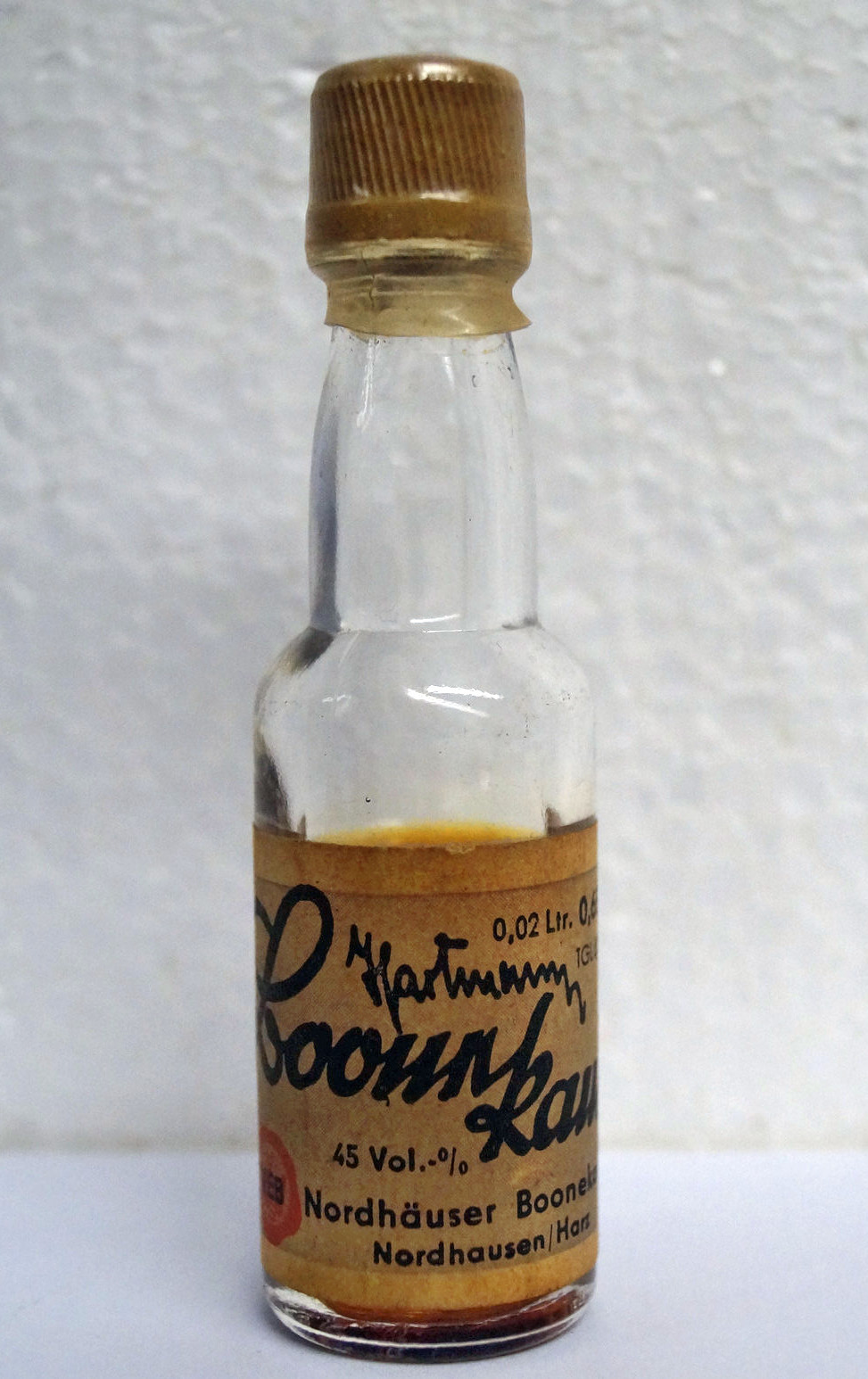
Hartmann Boonekamp (Nordhausen, ca. 1950er Jahre)

Durch die nahezu weltweite Verbreitung, die unterschiedlichen Flaschenformen mit verschiedenfarbigen Spirituosen und die Art der Etikettgestaltung sind Miniaturen ein beliebtes Souvenir- und Sammelobjekt. Dem Sammlerhobby wird individuell oder in Vereinigungen und Clubs nachgegangen.

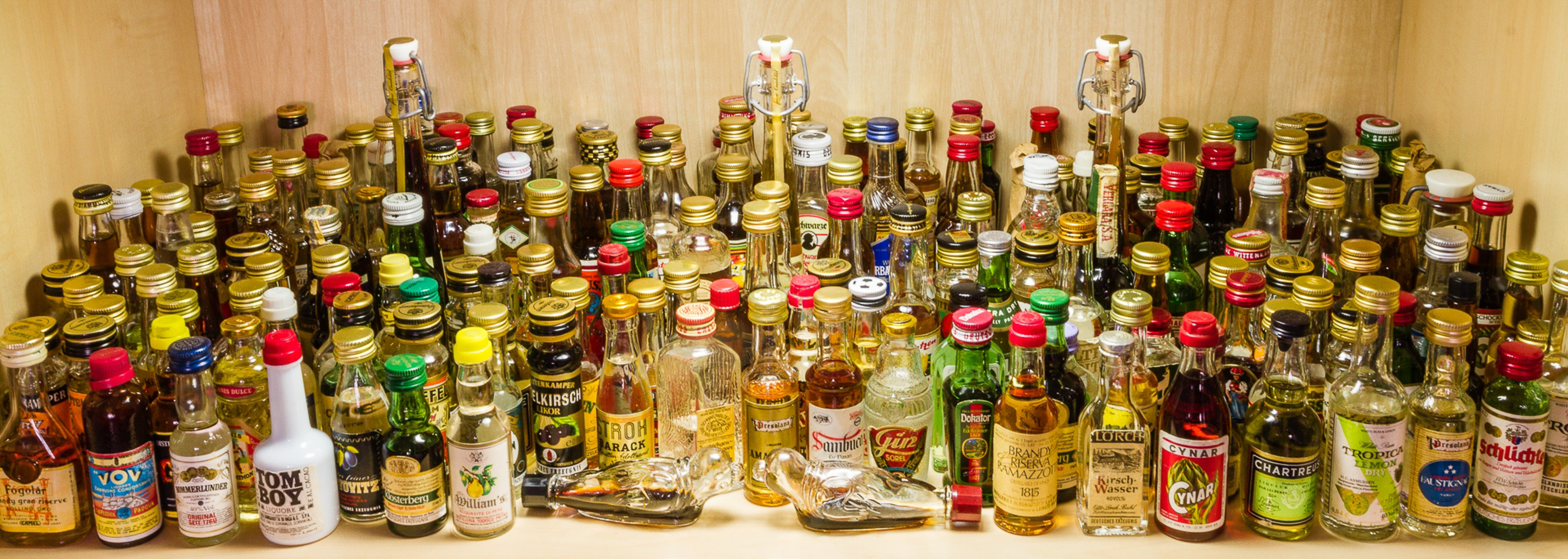
Sammlung von Miniaturen

Thematisch wird nach Ländern, Spirituosensorten oder Etikettmotiven gesammelt. Ein spezielles Sammelgebiet sind Miniaturen mit intakten Alkoholsteuer-Banderolen.
Beispiele für Miniatur-Clubs und systematische Datensammlungen zu Miniaturen sind:
- Miniature Bottle Collectors,[10] gegründet 1979; Motto Thinking Small Since 1979
- The Mini Bottle Club UK,[11] gegründet 1979
- Verein der Miniaturflaschensammler Deutschlands e.V,[12] gegründet 1989,[13]
- New Zealand Miniature Bottle Club,[14] gegründet 1981,
- Miniature Bottle Library,[15]
- und die Privatsammlung Miniaturas de Colombia.[16]

In Schiedam, Provinz Südholland, befindet sich das Nationaal Jenevermuseum Schiedam (Dutch Distilleries Museum – De Gekroonde Brandersketel), in dem etwa 12.000 Miniaturen aus 60 Ländern ausgestellt sind.

## Ähnliche Verwendungen
Neben der Verwendung in der Spirituosenindustrie werden Miniaturen auch für Shampoos, Duschgele, Pflegelotionen etc. hergestellt. Besonders Parfum-Miniaturen, die in noch bedeutend ausgefalleneren Flaschenformen hergestellt werden als Spirituosen, sind beliebte Sammelobjekte.